# Morillon (Haute-Savoie)
Morillon ist eine französische Gemeinde im Département Haute-Savoie in der Region Auvergne-Rhône-Alpes.

## Geographie
Morillon liegt auf 682 m, nordöstlich von Cluses, etwa 44 Kilometer ostsüdöstlich der Stadt Genf (Luftlinie). Das Dorf erstreckt sich am südlichen Rand des breiten Tals des Giffre, in den Savoyer Alpen am Nordfuß des Grand Massif (Wintersportgebiet), im Faucigny.
Die Fläche des 14,51 km² großen Gemeindegebiets umfasst einen Abschnitt der Savoyer Alpen. Die nördliche Grenze verläuft entlang dem Giffre, einem rechten Seitenfluss der Arve, der hier in einem breiten und weitgehend natürlichen Kiesbett von Osten nach Westen fließt. Vom Flusslauf erstreckt sich das Gemeindeareal südwärts über die Talaue und die bis zu 2 km breite Schwemmebene. Daran schließt ein kontinuierlich ansteigender Hang an, der von mehreren kleinen Bächen entwässert wird, darunter der Torrent du Verney, welcher die östliche Gemeindegrenze bildet. Ganz im Süden reicht das Gebiet auf die Höhen der Pointe de Cupoire (1880 m) und der Tête du Pré des Saix (2113 m), auf der die höchste Erhebung von Morillon erreicht wird. Dieser Kamm des Grand Massif trennt die Täler von Arve und Giffre.
Zu Morillon gehören die Weiler Les Champs (720 m) und Le Verney (700 m), jeweils am südlichen Rand des Giffre-Tals, sowie verschiedene Feriensiedlungen und Gehöfte. Nachbargemeinden von Morillon sind Verchaix im Norden, Samoëns im Osten, Arâches-la-Frasse im Süden sowie La Rivière-Enverse im Westen.

## Sehenswürdigkeiten
Die Dorfkirche Saint-Christophe stammt ursprünglich aus dem 16. Jahrhundert und wurde im 19. Jahrhundert umgestaltet. Sie besitzt eine reiche Ausstattung, unter anderem das Chorgestühl und die Kanzel aus der Erbauungszeit.
Der alte Ortskern zeigt Häuser im typischen Chaletstil.

## Bevölkerung
| Jahr                       | 1962 | 1968 | 1975 | 1982 | 1990 | 1999 |
| Einwohner                  | 281  | 287  | 307  | 300  | 428  | 498  |
| Quellen: Cassini und INSEE |      |      |      |      |      |      |

Mit 694 Einwohnern (Stand 1. Januar 2022) gehört Morillon zu den kleinen Gemeinden des Département Haute-Savoie. Im Verlauf des 20. Jahrhunderts nahm die Einwohnerzahl aufgrund starker Abwanderung kontinuierlich ab (1901 wurden in Morillon noch 582 Einwohner gezählt). Seit Mitte der 1980er Jahre wurde jedoch wieder eine deutliche Bevölkerungszunahme verzeichnet.

## Wirtschaft und Infrastruktur
Morillon war bis weit ins 20. Jahrhundert hinein ein vorwiegend durch die Land- und Alpwirtschaft geprägtes Dorf. Heute gibt es verschiedene Betriebe des Kleingewerbes. In den letzten Jahrzehnten hat sich Morillon zu einem Ferienort entwickelt und dadurch einen deutlichen wirtschaftlichen Aufschwung erhalten. Die Gemeinde ist sowohl auf den Sommertourismus als auch auf den Wintertourismus (verschiedene Bergbahnen und Skilifte) spezialisiert und gehört zur Tourismusregion des Grand Massif.
Die Ortschaft liegt abseits der größeren Durchgangsstraßen an einer Departementsstraße, die von Châtillon-sur-Cluses nach Samoëns führt. Eine weitere Straßenverbindung besteht mit Verchaix auf der anderen Talseite des Giffre.